# Kōki Mizuno
Kōki Mizuno (水野 晃樹?, Mizuno Kōki; Shizuoka, 6 settembre 1985) è un ex calciatore giapponese, di ruolo centrocampista.
È inoltre cugino del calciatore giapponese Keita Suzuki.

## Carriera

### Club
Mizuno debutta nella J League nel 2004 con il JEF United. Nel 2006 viene nominato MVP dell'anno.
Nell'estate del 2008 passa al Celtic, squadra in cui militava il suo connazionale Shunsuke Nakamura prima del suo trasferimento all'Espanyol.

### Nazionale
Conta 4 presenze con la nazionale giapponese.

## Palmarès

### Individuale
- Miglior giocatore della Coppa J. League: 1

2006